# Liste des titres musicaux numéro un en Allemagne en 1998
Cette page liste les titres numéro un dans les meilleures ventes de disques en Allemagne pour l'année 1998 selon Media Control Charts.
Les classements sont issus des 100 meilleures ventes de singles et des 100 meilleures ventes d'albums. Ils se déroulent du vendredi au jeudi, et sont publiés le mardi par l'industrie musicale allemande.

## Classement des singles
| №  | Date         | Artiste                                 | Titre                                  |
| -- | ------------ | --------------------------------------- | -------------------------------------- |
| 1  | 2 janvier    | Run–D.M.C. vs. Jason Nevins             | It’s Like That                         |
| 2  | 9 janvier    | Run–D.M.C. vs. Jason Nevins             | It’s Like That                         |
| 3  | 16 janvier   | Run–D.M.C. vs. Jason Nevins             | It’s Like That                         |
| 4  | 23 janvier   | Run–D.M.C. vs. Jason Nevins             | It’s Like That                         |
| 5  | 30 janvier   | Céline Dion                             | My Heart Will Go On                    |
| 6  | 6 février    | Céline Dion                             | My Heart Will Go On                    |
| 7  | 13 février   | Céline Dion                             | My Heart Will Go On                    |
| 8  | 20 février   | Céline Dion                             | My Heart Will Go On                    |
| 9  | 27 février   | Céline Dion                             | My Heart Will Go On                    |
| 10 | 6 mars       | Céline Dion                             | My Heart Will Go On                    |
| 11 | 13 mars      | Céline Dion                             | My Heart Will Go On                    |
| 12 | 20 mars      | Céline Dion                             | My Heart Will Go On                    |
| 13 | 27 mars      | Céline Dion                             | My Heart Will Go On                    |
| 14 | 3 avril      | Céline Dion                             | My Heart Will Go On                    |
| 15 | 10 avril     | Céline Dion                             | My Heart Will Go On                    |
| 16 | 17 avril     | Céline Dion                             | My Heart Will Go On                    |
| 17 | 24 avril     | Céline Dion                             | My Heart Will Go On                    |
| 18 | 1er mai      | Die Ärzte                               | Ein Schwein namens Männer              |
| 19 | 8 mai        | Die Ärzte                               | Ein Schwein namens Männer              |
| 20 | 15 mai       | Die Ärzte                               | Ein Schwein namens Männer              |
| 21 | 22 mai       | Die Ärzte                               | Ein Schwein namens Männer              |
| 22 | 29 mai       | Die Ärzte                               | Ein Schwein namens Männer              |
| 23 | 5 juin       | Die Ärzte                               | Ein Schwein namens Männer              |
| 24 | 12 juin      | Die Ärzte                               | Ein Schwein namens Männer              |
| 25 | 19 juin      | Die Ärzte                               | Ein Schwein namens Männer              |
| 26 | 26 juin      | Ricky Martin                            | La copa de la vida / The Cup of Life   |
| 27 | 3 juillet    | Ricky Martin                            | La copa de la vida / The Cup of Life   |
| 28 | 10 juillet   | Ricky Martin                            | La copa de la vida / The Cup of Life   |
| 29 | 17 juillet   | Ricky Martin                            | La copa de la vida / The Cup of Life   |
| 30 | 24 juillet   | Pras Michel feat. ODB & introducing Mýa | Ghetto Supastar (That Is What You Are) |
| 31 | 31 juillet   | Loona                                   | Bailando                               |
| 32 | 7 août       | Loona                                   | Bailando                               |
| 33 | 14 août      | Loona                                   | Bailando                               |
| 34 | 21 août      | Loona                                   | Bailando                               |
| 35 | 28 août      | Loona                                   | Bailando                               |
| 36 | 4 septembre  | Loona                                   | Bailando                               |
| 37 | 11 septembre | Aerosmith                               | I Don't Want to Miss a Thing           |
| 38 | 18 septembre | Aerosmith                               | I Don't Want to Miss a Thing           |
| 39 | 25 septembre | Aerosmith                               | I Don't Want to Miss a Thing           |
| 40 | 2 octobre    | Aerosmith                               | I Don't Want to Miss a Thing           |
| 41 | 9 octobre    | Oli.P                                   | Flugzeuge im Bauch                     |
| 42 | 16 octobre   | Oli.P                                   | Flugzeuge im Bauch                     |
| 43 | 23 octobre   | Oli.P                                   | Flugzeuge im Bauch                     |
| 44 | 30 octobre   | Oli.P                                   | Flugzeuge im Bauch                     |
| 45 | 6 novembre   | Oli.P                                   | Flugzeuge im Bauch                     |
| 46 | 13 novembre  | Oli.P                                   | Flugzeuge im Bauch                     |
| 47 | 20 novembre  | Oli.P                                   | Flugzeuge im Bauch                     |
| 48 | 27 novembre  | Cher                                    | Believe                                |
| 49 | 4 décembre   | Cher                                    | Believe                                |
| 50 | 11 décembre  | Cher                                    | Believe                                |
| 51 | 18 décembre  | Cher                                    | Believe                                |
| 52 | 25 décembre  | Loona                                   | Hijo de la Luna                        |

## Classement des albums
| №  | Date         | Artiste            | Titre                              |
| -- | ------------ | ------------------ | ---------------------------------- |
| 1  | 2 janvier    | Céline Dion        | Let's Talk About Love              |
| 2  | 9 janvier    | Céline Dion        | Let's Talk About Love              |
| 3  | 16 janvier   | Céline Dion        | Let's Talk About Love              |
| 4  | 23 janvier   | Céline Dion        | Let's Talk About Love              |
| 5  | 30 janvier   | Pur                | Mächtig viel Theater               |
| 6  | 6 février    | Pur                | Mächtig viel Theater               |
| 7  | 13 février   | Bande Originale    | Titanic                            |
| 8  | 20 février   | Bande Originale    | Titanic                            |
| 9  | 27 février   | Bande Originale    | Titanic                            |
| 10 | 6 mars       | Bande Originale    | Titanic                            |
| 11 | 13 mars      | Madonna            | Ray of Light                       |
| 12 | 20 mars      | Madonna            | Ray of Light                       |
| 13 | 27 mars      | Madonna            | Ray of Light                       |
| 14 | 3 avril      | Madonna            | Ray of Light                       |
| 15 | 10 avril     | Modern Talking     | Back for Good                      |
| 16 | 17 avril     | Modern Talking     | Back for Good                      |
| 17 | 24 avril     | Modern Talking     | Back for Good                      |
| 18 | 1er mai      | Herbert Grönemeyer | Bleibt alles anders                |
| 19 | 8 mai        | Herbert Grönemeyer | Bleibt alles anders                |
| 20 | 15 mai       | Modern Talking     | Back for Good                      |
| 21 | 22 mai       | Modern Talking     | Back for Good                      |
| 22 | 29 mai       | Simply Red         | Blue                               |
| 23 | 5 juin       | Die Ärzte          | 13                                 |
| 24 | 12 juin      | Die Ärzte          | 13                                 |
| 25 | 19 juin      | Die Ärzte          | 13                                 |
| 26 | 26 juin      | Die Ärzte          | 13                                 |
| 27 | 3 juillet    | Die Ärzte          | 13                                 |
| 28 | 10 juillet   | Die Ärzte          | 13                                 |
| 29 | 17 juillet   | Beastie Boys       | Hello Nasty                        |
| 30 | 24 juillet   | Beastie Boys       | Hello Nasty                        |
| 31 | 31 juillet   | Beastie Boys       | Hello Nasty                        |
| 32 | 7 août       | Bande Originale    | Stadt der Engel                    |
| 33 | 14 août      | Bande Originale    | Stadt der Engel                    |
| 34 | 21 août      | Bande Originale    | Stadt der Engel                    |
| 35 | 28 août      | Westernhagen       | Radio Maria                        |
| 36 | 4 septembre  | Westernhagen       | Radio Maria                        |
| 37 | 11 septembre | Westernhagen       | Radio Maria                        |
| 38 | 18 septembre | Böhse Onkelz       | Viva los Tioz                      |
| 39 | 25 septembre | Westerhagen        | Radio Maria                        |
| 40 | 2 octobre    | Westerhagen        | Radio Maria                        |
| 41 | 9 octobre    | Depeche Mode       | The Singles 86-98                  |
| 42 | 16 octobre   | Wolfgang Petry     | Einfach Geil                       |
| 43 | 23 octobre   | Wolfgang Petry     | Einfach Geil                       |
| 44 | 30 octobre   | Wolfgang Petry     | Einfach Geil                       |
| 45 | 6 novembre   | R.E.M.             | Up                                 |
| 46 | 13 novembre  | Alanis Morissette  | Supposed Former Infatuation Junkie |
| 47 | 20 novembre  | U2                 | The Best of 1980-1990              |
| 48 | 27 novembre  | U2                 | The Best of 1980-1990              |
| 49 | 4 décembre   | Metallica          | Garage Inc.                        |
| 50 | 11 décembre  | U2                 | The Best of 1980-1990              |
| 51 | 18 décembre  | Westerhagen        | Radio Maria                        |
| 52 | 25 décembre  | Westerhagen        | Radio Maria                        |

## Hit-Parade de l'année
| Singles | Albums |
| --- | --- |
| 1. Céline Dion – My Heart Will Go On 2. Oli.P – Flugzeuge im Bauch 3. Die Ärzte – Ein Schwein namens Männer 4. Falco – Out of the Dark 5. Wes – Alane 6. Run–D.M.C. vs. Jason Nevins – It’s Like That 7. 4 The Cause – Stand by Me 8. Joachim Witt & Peter Heppner – Die Flut 9. Loona – Bailando 10. Céline Dion & Bee Gees – Immortality | 1. Bande Originale Titanic 2. Diverse – Bravo Hits 21 3. Céline Dion – Let's Talk About Love 4. Modern Talking – Back for Good 5. Madonna – Ray of Light 6. Eros Ramazzotti – Eros 7. Pur – Mächtig viel Theater 8. Diverse – Bravo Hits 22 9. Westernhagen – Radio Maria 10. Herbert Grönemeyer – Bleibt alles anders |